# Daniel Bogomilov Petrov
Daniel Bogomilov Petrov (en búlgar, Даниел Богомилов Петров) (Gàbrovo, província de Gàbrovo, 31 d'octubre de 1982) va ser un ciclista búlgar, que fou professional del 2004 al 2012. Del seu palmarès destaca un Campionat nacionals en ruta.
No s'ha de confondre amb el també ciclista búlgar Daniel Andonov Petrov.

## Palmarès
- 2003
  -  Campió de Bulgària en ruta
  - Vencedor d'una etapa a la Volta a Turquia
- 2008
  - 1r a Tour of Halkidiki i vencedor d'una etapa